# Joseph Buloff
Józef Bulow (né le 20 janvier 1899 à Vilnius, alors dans l'Empire russe, et mort le 27 février 1985 à New York) est un acteur et metteur en scène américain d'origine russo-lituanienne, connu sous son nom américanisé de Joseph Buloff.

## Biographie
Après des débuts au théâtre dans sa ville natale, Joseph Buloff émigre en 1926 aux États-Unis, où il poursuit sa carrière sur les planches, notamment à Broadway (il y joue pour la première fois en 1936).
Parmi les productions auxquelles il contribue à Broadway, mentionnons l'adaptation de la pièce Christian d'Yvan Noé en 1938 (avec Helen Chandler), la comédie musicale Oklahoma ! de Richard Rodgers et Oscar Hammerstein II en 1943 (avec Alfred Drake et Celeste Holm) et la pièce Once More, With Feeling d'Harry Kurnitz en 1958-1959 (avec Joseph Cotten et Arlene Francis).
La dernière pièce qu'il interprète à Broadway en 1979 est Le Prix (en) d'Arthur Miller (avec Fritz Weaver et Mitchell Ryan).
Occasionnellement metteur en scène, il dirige à Broadway en 1952-1953 la pièce Mrs. McThing de Mary Chase (avec Helen Hayes et Jules Munshin), puis en 1975 la comédie musicale The Fifth Season de Dick Manning, où il est aussi acteur.
Au cinéma, Joseph Buloff collabore à dix films américains, les deux premiers sortis en 1941. Par la suite, citons Les Amours de Carmen de Charles Vidor (1948, avec Rita Hayworth et Glenn Ford), Marqué par la haine de Robert Wise (1956, avec Paul Newman et Pier Angeli) et La Belle de Moscou de Rouben Mamoulian (1957, avec Fred Astaire et Cyd Charisse), son avant-dernier film.
Son ultime film est Reds de Warren Beatty (avec le réalisateur et Diane Keaton), sorti en 1981.
À la télévision, outre trois téléfilms (le dernier diffusé en 1983), il apparaît dans vingt séries entre 1950 et 1979, dont Tales of Tomorrow (un épisode, 1952) et Les Incorruptibles (un épisode, 1959).

## Théâtre à Broadway (intégrale)

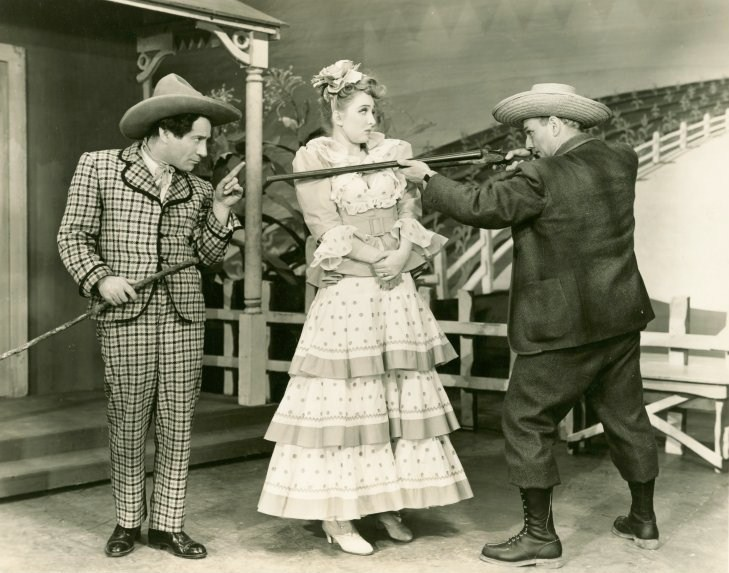
De g. à d. : Joseph Buloff, Celeste Holm et Ralph Riggs dans Oklahoma ! (1943)

(pièces, comme acteur, sauf mention contraire ou complémentaire)
- 1936 : Don't Look Now de John Crump : Sam Stern
- 1937 : Call Me Ziggy de Dan Goldberg : Sidney Castle
- 1937 : To Quito and Back de Ben Hecht : Zamiano
- 1938 : Christian (The Man from Cairo) d'Yvan Noé, adaptation de Dan Goldberg : Istvan
- 1940 : Morning Star de Sylvia Regan : Aaron Greenspan
- 1941-1942 : Spring Again d'Isabel Leighton et Bertram Bloch
- 1942 : My Sister Eileen de Jerome Chodorov et Joseph Fields : M. Appopolous (remplacement)
- 1943 : Oklahoma !, comédie musicale, musique de Richard Rodgers (orchestrée par Robert Russell Bennett), lyrics et livret d'Oscar Hammerstein II, mise en scène de Rouben Mamoulian, chorégraphie d'Agnes de Mille : Ali Hakim
- 1947 : The Whole World Over de Konstantin Simonov, adaptation de Thelma Schnee : Feodor Vorontsov
- 1952-1953 : Mrs. McThing de Mary Chase, costumes de Lucinda Ballard (metteur en scène)
- 1958-1959 : Once More, With Feeling d'Harry Kurnitz, mise en scène de George Axelrod : Maxwell Archer (remplacement)
- 1959 : Les Oiseaux de lune (Moonbirds) de Marcel Aymé, adaptation de John Pauker : le détective-inspecteur Petrov
- 1960-1961 : The Wall de Millard Lampell, mise en scène de Morton DaCosta : Fishel Shpunt
- 1975 : The Fifth Season, comédie musicale, musique et lyrics de Dick Manning, livret de Luba Kadison, d'après la pièce éponyme de Sylvia Regan : Max Pincus (+ metteur en scène)
- 1979 : Le Prix (The Price) d'Arthur Miller : Gregory Solomon

## Filmographie partielle

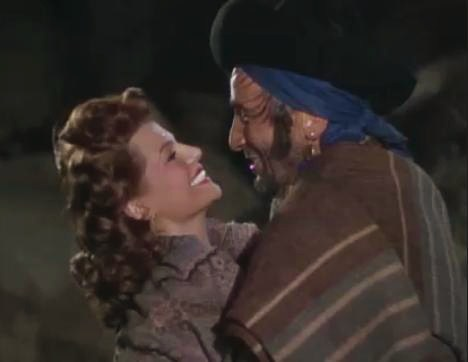
Avec Rita Hayworth, dans Les Amours de Carmen (1948)

### Cinéma
- 1941 : Idylle en Argentine (They Met in Argentina) de Leslie Goodwins et Jack Hively : Santiago
- 1947 : Carnegie Hall d'Edgar G. Ulmer : Anton Tribik
- 1948 : Ombres sur Paris (To the Victor) de Delmer Daves : Bolyanov
- 1948 : Les Amours de Carmen (The Loves of Carmen) de Charles Vidor : Remendado
- 1949 : L'Extravagant M. Philips (A Kiss in the Dark) de Delmer Daves : Peter Danilo
- 1956 : Marqué par la haine (Somebody Up There Likes Me) de Robert Wise : Benny
- 1957 : La Belle de Moscou (Silk Stockings) de Rouben Mamoulian : Ivanov
- 1981 : Reds de Warren Beatty : Joe Volski

### Télévision
Séries
- 1952 : Tales of Tomorrow, saison 2, épisode 13 The Invigorating Air
- 1959 : Les Incorruptibles (The Untouchables), saison 1, épisode 5 L'Amuseur (Ain't We Got Fun?) : Benny Hoff

Téléfilms
- 1958 : Wonderful Town de Mel Ferber et Herbert Ross : M. Appopolous
- 1983 : Au bout du chemin (Running Out) de Robert Day : M. Sadvoranski